# Giorgio Minisini
Giorgio Minisini (Roma, 9 marzo 1996) è un nuotatore artistico italiano.

## Biografia
Figlio dell'ex nuotatrice artistica Susanna De Angelis e di Roberto (1965-2022), giudice internazionale di sincronizzato, Giorgio Minisini ha iniziato a praticare il nuoto sincronizzato dall'età di 6 anni. Nel 2009 ha fatto il suo debutto nei campionati italiani di categoria. Dal 2015 è tesserato presso l'Unicusano Aurelia Nuoto e dal 2016 anche per il Gruppo sportivo delle Fiamme oro.
Nell'edizione inaugurale del duo misto ai Campionati mondiali di nuoto di Kazan' 2015 ha vinto la medaglia di bronzo nel duo misto programma tecnico, gareggiando con Manila Flamini, e nel duo misto programma libero con Mariangela Perrupato. Nel programma tecnico la coppia italiana ha concluso alle spalle di quella statunitense, composta da Christina Jones e Bill May, e di quella russa, formata da Aleksandr Mal'cev e Darina Valitova. 
Ai campionati mondiali di nuoto di Budapest 2017 ha vinto la medaglia d'oro nel duo misto programma tecnico, gareggiando in coppia con Manila Flamini e ha vinto la medaglia d'argento nel duo misto programma libero, gareggiando in coppia con Mariangela Perrupato.
Il 21 dicembre 2017 ha ricevuto il Premio CILD per le libertà civili.
Agli Europei di Glasgow 2018 ha vinto la medaglia d'argento nel duo misto programma tecnico e nel programma libero.
Ai mondiali di Gwangju 2019 si è aggiudicato la medaglia d'argento nel duo misto programma tecnico, sempre al fianco della connazionale Manila Flamini. La coppia ha chiuso alle spalle dei russi Majja Gurbanberdieva ed Aleksandr Mal'cev.
A causa del COVID-19, non ha potuto partecipare agli europei di nuoto di Budapest 2020, disputati dal 10 al 23 maggio 2021.
Ai campionati mondiali di nuoto di Budapest 2022 si conferma ancora una volta campione del mondo sia del duo misto tecnico sia del duo misto a programma libero, questa volta in coppia con Lucrezia Ruggiero. Sale sul gradino più alto del podio anche nel 2024 a Doha, vincendo nel solo libero.
Il 16 luglio 2024, anche in seguito alla mancata convocazione ai Giochi Olimpici di Parigi, annuncia il ritiro dalla attività agonistica.

## Palmarès

### Mondiali
Duo misto
- a Kazan' 2015 nel duo misto (programma tecnico)
- a Kazan' 2015 nel duo misto (programma libero)
- a Budapest 2017 nel duo misto (programma tecnico)
- a Budapest 2017 nel duo misto (programma libero)
- a Gwangju 2019 nel duo misto (programma tecnico)
- a Gwangju 2019 nel duo misto (programma libero)
- a Budapest 2022 nel duo misto (programma tecnico)
- a Budapest 2022 nel duo misto (programma libero)

Solo
- a Doha 2024 nel Solo (programma tecnico)
- a Doha 2024 nel Solo (programma libero)

### Europei
Duo misto
- a Londra 2016 nel duo misto (programma tecnico)
- a Londra 2016 nel duo misto (programma libero)
- a Glasgow 2018 nel duo misto (programma tecnico)
- a Glasgow 2018 nel duo misto (programma libero)
- a Roma 2022 nel duo misto (programma tecnico)
- a Roma 2022 nel duo misto (programma libero)

Solo
- a Roma 2022 nel Solo (programma tecnico)
- a Roma 2022 nel Solo (programma libero)
- a Belgrado 2024 nel Solo (programma tecnico)
- a Belgrado 2024 nel Solo (programma libero)

### Coppa del Mondo
- 1 podio:
  - 1 vittoria (1 nella gara individuale)

#### Coppa del mondo - vittorie
| Data          | Luogo   | Paese  | Disciplina  |
| ------------- | ------- | ------ | ----------- |
| 17 marzo 2023 | Markham | Canada | Solo libero |

## Riconoscimenti
- LEN Award: 2017, 2018, 2022, 2024
- Atleta dell'anno FINA: 2017, 2018, 2022